# سيدي الهواري (وهران)
ضاحية سيدي الهواري هي إحدى ضواحي مدينة وهران الجزائرية. تقترن مدينة وهران، ثاني أكبر مدن الجزائر بعد العاصمة والتي تبعد عنها 460 كيلومترا، غربا على شاطئ البحر الأبيض المتوسط، باسم الولي الصالح سيدي الهواري. وللولي عند أهل المدينة تقدير كبير وسموا عددا كبيرا من مواليد وهران على اسم هذا الولي.
في الحي الذي يحتضن الضريح والذي سمي باسمه يختلط عبق الشرق بنكهة الغرب، في هذه الأزقة التي كانت أصل المدينة جاء الأسبان منذ خمسة قرون ووضعوا بصماتهم ظاهرة في كل زاوية، من المتاجر إلى المساكن إلى كل تمظهرات العمران، دون أن يغفل لسان الوهرانيين على الاحتفاظ ببعض الكلمات، أو الجمل الأسبانية. وفي إحدى زوايا الحي العتيق يموج الناس في غداة ومجيء، قاصدين ضريح سيدي الهواري الذي يتفرد في المكان.
“محمد بن عمار الهواري” من بين علماء مدينة وهران وسلطان أوليائها على الإطلاق وهو ينتسب إلى قبيلة “هوارة” كما يدل على ذلك اسمه، ولد في بلده “السور” قرب مدينة “مستغانم” في نحو 1350 ميلادية. حفظ القرآن الكريم وهو ابن عشر سنوات، ومن ثم اطلعه شيخه على أوليات التصوف، واشتهر بترحاله عبر العالم الإسلامي وكانت البداية رحلته إلى مدينة بجاية حيث نال فيها جوائز عدة ومنها رحل إلى فاس حيث أخذ العلم من أكبر علماء عصره، دارسا للقرآن والتفسير والفقه والأدب العربي. وعندما بلغ خمسا وعشرين سنة من عمره ألف كتابا حول العلاقة الروحية بين الخالق والمخلوق يحمل عنوان (السهو والتنبيه)، ثم قصد مكة المكرمة لأداء فريضة الحج مارا بالقاهرة وقد استقر في مكة مدة طويلة وعرج على المدينة المنورة حيث درس على يد أبي الفتح بن أبي بكر القرشي ليرحل بعدها إلى دمشق حيث اختار المسجد الأموي سكنا ومكانا للاستزادة في العلم والاطلاع على مكامن التصوف والفقه، وما ان غادر دمشق حتى التحق ثانية بالمغرب الأقصى لإتمام اطلاعه على يد العلامة بن سعد الشريف نور الدين.
كانت مدينة وهران في عهد الإمام سيدي الهواري تتميز بازدهار تجاري كبير، الأمر الذي جعل الولي الصالح يهتم بتسوية كل الأمور والمشاكل ذات الطابع القانوني، كما جاء في كتب ابن سعد وابن مريم، حيث كان يقوم على سبيل المثال بالمصادقة على الوثائق الخاصة بالممتلكات الشخصية.
توفي هذا الولي الصالح في سنة 1439 ودفن في وهران، حيث ما زال ضريحه الذي يقع في شارع القصر القديم محط التوقير والاحترام الكبيرين، وما زال أبناء المدينة يحتفظون باسمه عبر الأجيال.